# Katarzyna Ziołowicz
Katarzyna Ziołowicz (ur. 1969) – polska pedagog, doktor habilitowany sztuk plastycznych.

## Życiorys
W 1994 r. ukończyła studia wychowania plastycznego w Wyższej Szkole Pedagogicznej w Kielcach, w 2007 r. obroniła pracę doktorską pt. Funkcje edukacji regionalnej w gimnazjum, której promotorem był prof. Janusz Gajda, w 2015 r. habilitowała się na podstawie pracy zatytułowanej Rysunkowy zapis reliefu - cykl rysunków. 
Została pracownikiem naukowym na Uniwersytecie Jana Kochanowskiego w Kielcach.